# David Philip Hefti

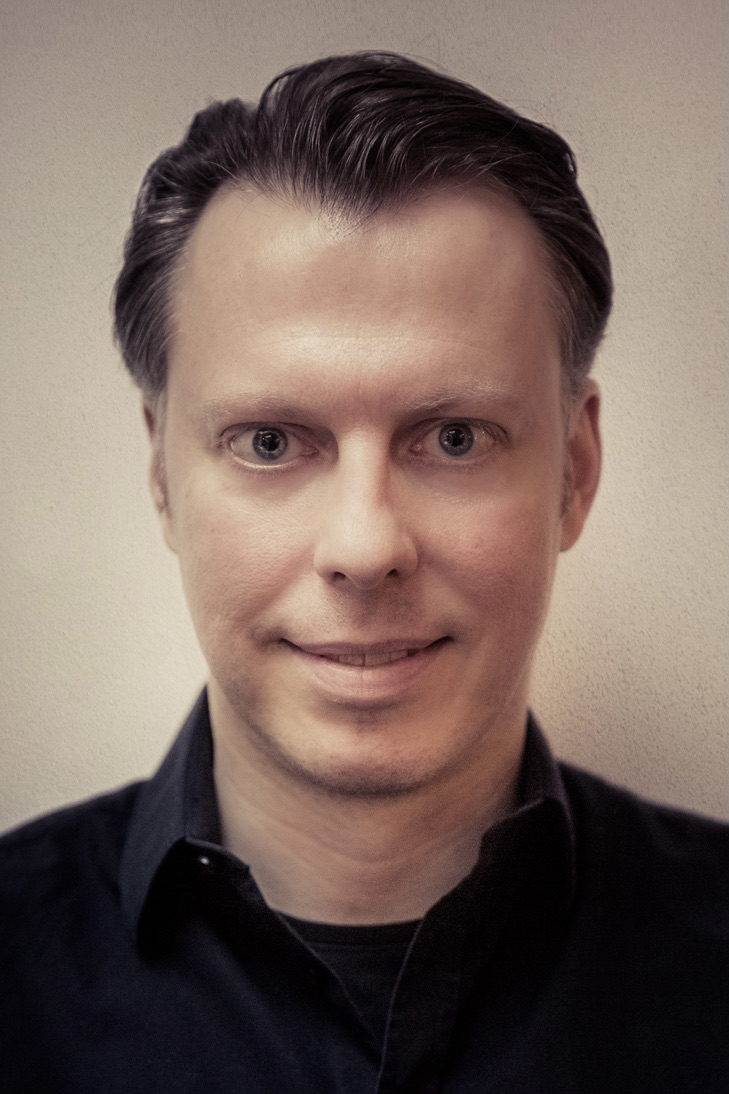
David Philip Hefti, 2017

David Philip Hefti (* 13. April 1975 in St. Gallen) ist ein Schweizer Komponist und Dirigent.

## Leben
Hefti studierte Komposition, Dirigieren, Klarinette und Kammermusik in Winterthur, Zürich und Karlsruhe bei Wolfgang Rihm, Wolfgang Meyer und Elmar Schmid. Wichtige Impulse erhielt er zudem von Cristóbal Halffter und Rudolf Kelterborn.
Neben seiner kompositorischen Tätigkeit wirkt David Philip Hefti als Gastdirigent verschiedener Orchester und Ensembles. Als Komponist und Dirigent tritt er u. a. an den Festivals Ultraschall in Berlin, Schleswig-Holstein Musikfestival, Heidelberger Frühling, Musica de Hoy in Madrid, Wien Modern, Steirischer Herbst in Graz, Menuhin in Gstaad, Beijing Modern, Suntory in Tokio, Dvorak-Festival in Prag und als Composer-in-residence beim Moritzburg Festival, bei der Camerata Bern, an der Schlossmediale Werdenberg und bei den Heidelberger Philharmonikern auf. Konzerte verbinden ihn mit Solisten wie Benjamin Appl, Juliane Banse, Fabio Di Càsola, Mojca Erdmann, Thomas Grossenbacher, Viviane Hagner, Thomas Indermühle, Cornelia Kallisch, Patricia Kopatchinskaja, Wolfgang Meyer, Sylvia Nopper, Christian Poltéra, Lawrence Power, Hartmut Rohde, Baiba Skride, Jan Vogler, Antje Weithaas und Dirigenten wie Douglas Boyd, Péter Eötvös, Roberto González-Monjas, Howard Griffiths, Giancarlo Guerrero, Cornelius Meister, Kent Nagano, Jonathan Nott, Andris Poga, Michael Sanderling, Jac van Steen, Mario Venzago, Ralf Weikert, Kazuki Yamada und David Zinman. Heftis Schaffen führt zur Zusammenarbeit mit dem Symphonieorchester des Bayerischen Rundfunks, dem Bayerischen Staatsorchester, dem Deutschen Symphonie-Orchester Berlin, den Berliner Barock Solisten, den Bamberger Symphonikern, der Deutschen Radio Philharmonie, dem Tonhalle-Orchester Zürich, dem Radio-Symphonieorchester Wien, dem Orchestre symphonique de Montréal, der Tokyo Sinfonietta, dem Leipziger Streichquartett, dem Amaryllis Quartett, dem Scharoun Ensemble Berlin, den Neuen Vocalsolisten Stuttgart, dem Ensemble Modern und dem Collegium Novum Zürich. 2018 vertrat Hefti die Schweiz (SGNM/ISCM Switzerland) an den ISCM World New Music Days in Beijing.
Heftis Kompositionen sind bei Edition Kunzelmann erhältlich.

## Ehrungen und Auszeichnungen
- 2023: Composer Award der International Classical Music Awards (ICMA)
- 2021: 1. Preis beim Tiziano Rossetti Wettbewerb, Lugano
- 2019: Werkjahr für Komposition des Kantons St. Gallen
- 2018: Repräsentant der Schweiz bei den ISCM World New Music Days in Beijing
- 2015: Hindemith-Preis
- 2013: Komponisten-Preis der Ernst von Siemens Musikstiftung
- 2011: 1. Preis beim Pablo Casals Wettbewerb; Werkjahr für Komposition der Stadt Zürich
- 2010/11: 1. Preis beim Gustav Mahler Wettbewerb (Kategorie Orchester); 2. Preis beim Gustav Mahler Wettbewerb (Kategorie Kammermusik)
- 2009: 2. Preis beim Molinari Quartet Wettbewerb
- 2008: 1. Preis beim Kompositionswettbewerb der Universität Bukarest; 4. Preis beim Kazimierz Serocki Wettbewerb; Werkjahr für Komposition des Kantons St. Gallen
- 2007: 2. Preis beim Witold Lutosławski Wettbewerb; Finalist beim Pablo Casals Wettbewerb; Spezialpreis der Jury beim Gian Battista Viotti Wettbewerb; 2. Preis beim Ivan Spassov Wettbewerb
- 2006: Kunstpreis Zollikon
- 2005: 1. Preis beim George Enescu Wettbewerb; Finalist beim Dimitri Mitropoulos Wettbewerb
- Förderpreise der UBS-Kulturstiftung (2003, 2006)
- Preise des Schweizerischen Tonkünstlervereins und des Bundesamtes für Kultur (2004, 2005, 2010)

## Composer-in-residence
- 2023: Composer-in-residence beim Zermatt Music Festival des Scharoun Ensembles der Berliner Philharmoniker
- 2020/21: Composer-in-residence bei der Camerata Bern
- 2016: Composer-in-residence bei den Ittinger Pfingstkonzerten
- 2015: Composer-in-residence beim Pfingstfestival Schloss Brunegg
- 2014: Composer-in-residence beim Moritzburg Festival Dresden
- 2013: Composer-in-residence (Komponist im Fokus) bei der Schlossmediale Werdenberg
- 2011/12: Composer-in-residence (Komponist für Heidelberg) beim Philharmonischen Orchester Heidelberg
- 2009/10: Composer-in-residence in London, Kulturstiftung Landis & Gyr

## Werkverzeichnis

### Instrumentalwerke

#### Kammermusik
- Diarium (1999) für Violine. UA 28. März 2003 Zürich (Stefan Tönz)
- Counterpoints on ‚come, sweet death‘ (2000) for Clarinet Trio. UA 16. Mai 2001 Westenfeld (Internationales Bassetthorn-Treffen, Ensemble Clarino)
- O, star! (2003). Mosaik für Klarinette solo. UA 16. April 2004 Madrid (Festival Musica de Hoy, Salvador Salvador [Klarinette])
- O, star! II (2004). Mosaik für Saxophon solo. UA 22. Januar 2005 Baden (Kunstraum, Lars Mlekusch [Saxophon])
- Melencolia I (2004) für Flöte, Schlagzeug und Klavier. UA 2. November 2004 Los Angeles (Arnold Schoenberg Institute; Ensemble Toca Loca: Martin Huber [Flöte], Aiyun Huang [Schlagzeug], Gregory Oh [Klavier])
- Mondschatten (2006) für Violine und Marimbaphon. UA 2. April 2006 München (Philharmonie im Gasteig; Rahel Cunz [Violine], Jacqueline Ott Yesilalp [Marimbaphon])
- Schattenklang (2006). Adagio für Klavier. UA Mai 2006 in China (Oliver Schnyder)
- Schattenspie(ge)l (2006). Klaviertrio. UA 19. November 2006 Zürich (Tonhalle; Trio Caleidoscopio: Primoz Novsak [Violine], Thomas Grossenbacher [Violoncello], Keiko Tamura [Klavier])
- Ritus (2007). 4 Tanz-Collagen für Violoncello. UA 15. November 2008 Basel (Münster; Thomas Grossenbacher)
- Ph(r)asen (2007). Streichquartett Nr. 1. UA 13. November 2007 Prag (EuroArt Festival, Merel Quartet)
- Rosenblätter (2007) – siehe unter Vokalwerke
- (T)raum-Ze(n)it (2008). Dialog für 2 Bassklarinetten. UA 13. Juni 2008 Wien (Petra Stump, Heinz-Peter Linshalm)
- Guggisberg-Variationen (2008). Streichquartett Nr. 2. UA 18. Mai 2010 St. Gallen (Internat. Bodenseefestival, Amar Quartett)
- Poème lunaire (2008) für Viola und Klavier. UA 26. April 2010 Zürich (Spektrum-Konzerte, Michel Rouilly [Viola], Bettina Sutter [Klavier])
- Rotationen (2009). Mosaik für Oboe solo. UA 4. August 2009 Oaxaca (Festival Instrumenta, Thomas Indermühle [Oboe])
- Relationen (2009) für Violine, Viola, Violoncello und Klavier. UA 25. April 2010 München (Starnberger Musiktage, Rudens Turku [Violine], Taia Lysy [Viola], Wen-Sinn Yang [Violoncello], Oliver Schnyder [Klavier])
- Bergwärts (2010) – siehe unter Vokalwerke
- Interaktionen (2010) für Violine, Viola, Violoncello und Klavier.
- Mobile (2011). Streichquartett Nr. 3. UA 16. April 2011 Basel (Leipziger Streichquartett)
- Klangscherben (2011) Mosaik für Violoncello solo.
- con fuoco (2011). Streichquartett Nr. 4. UA 14. August 2011 Gstaad (Menuhin Festival, Leipziger Streichquartett)
- Beethoven-Resonanzen (2011). Klavierstück Nr. 2. UA 2. Oktober 2011 Winterthur (Beethoven-Zyklus des Musikkollegiums Winterthur, Karl-Andreas Kolly [Klavier])
- Canto (2012). für Bassklarinette solo
- Lichter Hall (2012). Trio Nr. 2 für Violine, Violoncello und Klavier. UA 16. Oktober 2012 London, Wigmore Hall (medeA trio)
- Hamlet-Fragment (2013) – siehe unter Vokalwerke
- An durchsichtigen Fäden (2013) – siehe unter Vokalwerke
- Modules (2013). für Flöte solo. UA 10. Dezember 2013 Heilbronn, Perspektiven Konzerte (Isabelle Schnöller)
- Magma (2014). Klangfunken für Violine, Viola und Violoncello. UA 7. Mai 2014 Genf, Swiss Chamber Concerts (Esther Hoppe, Jürg Dähler, Thomas Grossenbacher)
- Monumentum (2014). Musik für Streichsextett. UA 19. August 2014, Moritzburg Festival (Timothy Chooi, Mira Wang, Roberto Diaz, Hartmut Rohde, Jan Vogler, Harriet Krijgh)
- Danse interstellaire (2014). Trauermusik für Bassett-Klarinette und Streichquartett. UA 3. Oktober 2015 Schwetzinger Mozartfest (Nikolaus Friedrich & Amaryllis Quartett)
- con anima (2015). Mosaik für Viola solo. UA 8. Oktober 2015, UdK Berlin, Pflichtstück beim Max-Rostal-Wettbewerb
- 12 Fantasien (2015). für Flöte solo. UA 13. Mai 2016, Ittinger Pfingstkonzerte (Philipp Jundt, Flöte)
- Poème noctambule (2016). für Violine und Klavier. UA 12. Juli 2016, Schleswig-Holstein Musikfestival (Baiba Skride, Violine & Lauma Skride, Klavier)
- Resonanzen II (2016). Klavierstück Nr. 3. UA 10. Dezember 2016, Bonn (Susanne Kessel, Klavier)
- E las culurs dals tuns (2017) – siehe unter Vokalwerke
- Ritmico (2017). Klavierstück Nr. 4. UA 5. August 2017, Davos Festival (Alexander Boeschoten, Klavier)
- à la recherche... (2017). für Klarinette, Viola und Klavier. UA 25. Oktober 2017, Zürich, Swiss Chamber Concerts (François Benda, Klarinette / Jürg Dähler, Viola / Gilles Vonsattel, Klavier)
- An durchsichtigen Fäden (2018) – siehe unter Vokalwerke
- Concubia nocte (2018). Musik zur zweiten Nachtwache (Streichquartett Nr. 5). UA 26. Oktober 2018, Engelberg (Festival Zwischentöne, Merel Quartet)
- Mormorando (2020). Musik für Flöte, Oboe, Klarinette und Fagott. UA 13. April 2021 Basel, Swiss Chamber Concerts (Felix Renggli, Flöte / Emanuel Abbühl, Oboe / Stojan Krkuleski, Klarinette / Sergio Azzolini, Fagott)
- Gallicinium (2020). Musik zur vierten Nachtwache für Bläserquintett. UA 7. Juni 2021, Zürich (Andrea Kollé, Flöte / Martin Danek, Oboe / Fabio Di Càsola, Klarinette / Mischa Greull, Horn / Maria Wildhaber, Fagott)
- Wechselgesang (2021). Mosaik Nr. 2 für Viola solo. UA 25. September 2021, Pfingstfestival Schloss Brunegg (Jürg Dähler, Viola)
- Fünf Szenen für Gustav (2020). Streichquartett Nr. 6. UA 23. Oktober 2021, Pfalzkeller St. Gallen (Amaryllis Quartett)
- Harmonia (2022). für Saxophon-Quartett. UA 6. Februar 2023, Tonhalle Zürich (Kebyart)
- Ans Ende der Zeit (2023). Streichquartett Nr. 7. UA 24. Mai 2023, Oper Graz (PhilQuartett der Grazer Philharmoniker / Ballett der Oper Graz / Beate Vollack, Choreographie)
- Vier Anklänge (2023). für zwei Violen. UA 18. Juni 2023, Berlin, Matinée für Tabea Zimmermann (Walter Küssner & Diyang Mei, Violen)
- Des Zaubers Spuren (2023). Oktett für Klarinette, Fagott, Horn, Streichquartett und Kontrabass. UA 15. September 2023, Zermatt Music Festival, DEA 27. September 2023, Philharmonie Berlin (Scharoun Ensemble Berlin)
- Feu d'artifice (2023). für Violine solo. UA 26. Februar 2024, 2. Internationaler Violinwettbewerb Stuttgart der Guadagnini-Stiftung, Liederhalle Stuttgart (Jakow Pavlenko, Violine)
- Gesänge der Sehnsucht (2024). Streichquartett Nr. 8. UA 1. Mai 2024, Prag (StradivariQuartett)
- Sternenregen (2024). Mosaik für Flöte solo. UA 4. November 2024, Corpataux (CH) (Philipp Jundt, Flöte)

#### Werke für grösseres Ensemble/ Orchester
- PeRSIgNo (1997) für 10 Klarinetten (2 Es-Klarinetten, 3 B-Klarinetten, 2 Bassetthörner, 2 Bassklarinetten, 1 Kontrabassklarinette). UA 1. Juni 1998 Zürich (Musikhochschule; Klarinetten-Ensemble, Dirigent: Elmar Schmid)
- SATOR-Zyklus (2002ff.)

- Teil 1: SATOR (2002). Konzert für Klarinette (auch Bassetthorn) und Orchester. UA 28. März 2003 Zürich (Valentin Wandeler Klarinetten, Zürcher Kammerensemble, Mitglieder des Collegium Novum Zürich, Dirigent: David Philip Hefti)

Besetzung: Solo-Klarinette(+Bassetthorn) – Picc.1.1.Eh.0.Bkl.1.Kfag – 2.1.1.1 – Harfe – Schlagzeug[5] – Streicher (3.3.3.2.1; max. 9.9.9.6.3)
- Teil 2: AREPO (2004/05). Konzert für Violine und Orchester. UA 5. November 2005, Megaron Athen (Antonis Sousamoglou [Violine], Orchestra of Colours Athens, Dirigent: Miltos Logiadis)

Besetzung: Solo-Violine – 2.2.2.2 – 4.2.2.0 – Schlagzeug[4] – Harfe – Streicher
- Teil 3: TENET (2003) – siehe unter Vokalwerke
- Teil 4: OPERA. Konzert für Klavier und Streichorchester
- Teil 5: ROTAS (2009). Konzert für Oboe (auch Oboe d’amore) und Orchester. UA 26. April 2009 Augsburg (Thomas Indermühle [Oboen], Augsburger Philharmoniker, Dirigent: Rudolf Piehlmayer)

Besetzung: Solo-Oboe(+Ob. d’amore) – Picc.2.0.2.Bkl.2.Kfag – 4.3.3.1 – Harfe – Schlagzeug[4] – Streicher (12.10.8.6.4)
- Wunderhorn-Musik (2008). 7 Klangbilder für Violine und Ensemble. UA 20. April 2008, Winterthur (Rahel Cunz [Violine], Ensemble Theater am Gleis Winterthur, Dirigent: Jac van Steen)

Besetzung: Solo-Violine – 1.1.2(2.=Bklar).0 – 1.0.0.0 – Klavier – Schlagzeug[2] – 0.0.1.1.1
- Klangbogen (2009). Musik für Orchester. UA 3. März 2010, Luzern (KKL, Luzerner Sinfonieorchester, Dirigent: Michael Sanderling)

Besetzung: 2(2.=Picc).2(2.=Egl).2(2.=Bkl).2(2.=Kfag) – 4.2.2.0 – Harfe – Schlagzeug[3] – Streicher
- Gegenklang (2010). Konzert für Violoncello und Orchester. UA 26. März 2011, Tonhalle Zürich (Thomas Grossenbacher [Violoncello], Tonhalle-Orchester Zürich, Dirigent: David Zinman)

Besetzung: Solo-Vcl – 3(3.=Picc).3(3.=Egl).3(3.=Bkl).3(3.=Kfag) – 4.3.3.1 – Harfe – Schlagzeug[4] – Streicher
- Changements (2011). Stimmungsbilder für Orchester. UA 25. April 2012, Heidelberger Frühling (Heidelberger Philharmoniker, Dirigent: Francesco Angelico)

Besetzung: 2(2.=Picc).2(2.=Egl).2(2.=Bkl).2(2.=Kfag) – 4.2.2.1 – Harfe – Schlagzeug[3] – Streicher
- Moments lucides (2012). Resonanzen für Orchester. UA 3. Oktober 2012, Winterthur (Musikkollegium Winterthur, Dirigent: Douglas Boyd)

Besetzung: 2.2.2.2 – 2.2.0.0 – Schlagzeug[2] – Streicher
- Adagietto (2012). für Streichorchester. UA 2. Juni 2013, Bern (Camerata Bern, Dirigentin: Antje Weithaas)

Besetzung: Streicher
- Éclairs (2013). Klangmomente für Ensemble. UA 4. Juni 2013, Prinzregententheater München (Symphonieorchester des Bayerischen Rundfunks, Dirigent: Peter Tilling)

Besetzung: 1.1.1.1 – 1.1.1.0 – Schlagzeug[2] – Klavier – Streicher[1.1.1.1.1]
- Adagio (2013). Beziehungsweisen für Orchester. UA 4. März 2014, Maison symphonique de Montréal (Orchestre symphonique de Montréal, Dirigent: Kent Nagano)

Besetzung: 3(3.=Picc).3(3.=Egl).3(3.=Bkl).3(3.=Kfag) – 4.3.3.1 – Harfe – Celesta – Schlagzeug[3] – Streicher
- con moto (2014). Beziehungsweisen für Orchester. UA 20. September 2014, Bamberg (Bamberger Symphoniker, Dirigent: Jonathan Nott)

Besetzung: 3(3.=Picc).3(3.=Egl).3(3.=Bkl).3(3.=Kfag) – 4.3.3.1 – Harfe – Celesta – Schlagzeug[3] – Streicher
- Arioso (2015). Beziehungsweisen für Orchester. UA 14. März 2016, Mannheim (Nationaltheaterorchester Mannheim, Dirigent: David Philip Hefti)

Besetzung: 3(3.=Picc).3(3.=Egl).3(3.=Bkl).3(3.=Kfag) – 4.3.3.1 – Harfe – Celesta – Schlagzeug[3] – Streicher
- As dark as night (2016). für eine Alt-Stimme und Orchester auf ein Sonett von Shakespeare – siehe unter Vokalwerke
- Chiaroscuro (2017). Kontraste für Kammerorchester. UA 14. Mai 2017, Bern (CAMERATA BERN, Leitung: Antje Weithaas)

Besetzung: 2(2.=Picc).2(2.=Egl).2(2.=Bkl).2(2.=Kfag) – 2.2.0.0 – Schlagzeug[1] – Streicher
- Prima nocte (2017). Musik zur ersten Nachtwache für Kammerorchester. UA 26. Februar 2018, Lausanne (Orchestre de Chambre de Lausanne, Dirigent: Kazuki Yamada)

Besetzung: 2(2.=Picc).2(2.=Egl).2(2.=Bkl).2(2.=Kfag) – 2.2.0.0 – Schlagzeug[1] – Streicher
- Media nox (2019). Musik zur dritten Nachtwache für Flöte und Orchester. UA 3. April 2019, Heidelberger Frühling (Tatjana Ruhland [Flöte], Deutsche Radiophilharmonie, Dirigent: Jamie Phillips)

Besetzung: Solo-Flöte – 2(2.+AFl.).2(2.=Egl).2(2.=Bkl).2(2.=Kfag) – 2.2.0.0 – Harfe – Schlagzeug[1] – Streicher
- Cantabile (2019). Konzert für Viola und Orchester. UA 29. Januar 2021, Live Stream (Jürg Dähler [Viola], Musikkollegium Winterthur, Dirigent: David Philip Hefti)

Besetzung: Solo-Viola – 2(2.=Picc).2(2.=Egl).2(2.=Bkl).2(2.=Kfag) – 4.0.0.0 – Schlagzeug[2] – Streicher
- Final(ment)e (2021). Beziehungsweisen für zwei Trompeten und Orchester. UA 23. Juni 2021, Basel (Immanuel Richter & Huw Morgan [Trompeten], Sinfonieorchester Basel, Dirigent: David Philip Hefti)

Besetzung: 2 Solo-Trompeten (inkl. Flügelhorn, Trompete in C, Piccolo-Trompete in hoch B) – 3(3.=Picc).3(3.=Egl).3(3.=Bkl).3(3.=Kfag) – 4.0.3.1 – Harfe – Celesta – Schlagzeug[3] – Streicher
- Sechs Klanginseln (2021). für Violine, Klarinette und Streichorchester. UA 27. Juni 2021, Bern (Patricia Kopatchinskaja [Violine & Leitung], Reto Bieri [Klarinette], Camerata Bern)

Besetzung: Solo-Violine, Solo-Klarinette, Streicher
- Songs of sorrow, songs of joy (2022). Konzert Nr. 2 für Viola und Streichorchester. UA 15. Mai 2022, Kölner Philharmonie (Lawrence Power [Viola], Camerata Zürich, Dirigent: David Philip Hefti)

Besetzung: Solo-Viola, Streicher
- Rhapsody (2022). für Bariton und Orchester auf einen Text von Salman Rushdie – siehe unter Vokalwerke
- Vier Momente (2020). für Flöte und Streichorchester. UA 30. Juni 2023, Kammerkonzerte Laufen (Philipp Jundt [Flöte], Berliner Barock Solisten, Dirigent: David Philip Hefti)

Besetzung: Solo-Flöte, Streicher
- Fünf Concertini (2022). für Streichorchester. UA 30. Juni 2023, Kammerkonzerte Laufen (Berliner Barock Solisten, Dirigent: David Philip Hefti)

Besetzung: 2 Vl solo, Vla solo, Vcl solo, Kb solo (alle innerhalb des Streichorchesters), Streicher
- Zerrissene Stille (2025). Musik für Orchester. UA 10. Mai 2025, Theater Casino Zug (Zuger Sinfonietta, Dirigent: Daniel Huppert)

Besetzung: 2(2.=Picc).2(2.=Egl).2(2.=Bkl).2(2.=Kfag) – 4.2.3.0 – Schlagzeug[1] – Streicher

#### Kadenzen
- Kadenzen (2004). zum Konzertrondo für Klavier und Orchester KV 382 von Mozart
- Kadenzen (2006). zum Klarinetten-Konzert in B-Dur von Johann Stamitz
- Kadenz und Interludien (2021). zur Sonate in a-moll für Flöte solo (Wq 132) von C. P. E. Bach. UA 22. Mai 2021, Seoul Arts Center (Philipp Jundt, Flöte)
- Kadenzen und Interludien (2021). zu den Konzerten für Flöte und Orchester in A-Dur (Wq 168) und d-moll (Wq 22) von C. P. E. Bach
- Kadenzen (2022). zu den Flöten-Konzerten KV 299 & 313 & 314 von W. A. Mozart

### Vokalwerke
- TENET (2003). 4 Lieder für Sopran und Ensemble. Texte: Else Lasker-Schüler. UA 28. Oktober 2006 Zürich (Else-Lasker-Schüler-Forum; Sylvia Nopper [Sopran], Zürcher Kammerensemble, Dirigent: David Philip Hefti)

Ensemble: 1.1.1.1 – 1.1.0.0 – Schlagzeug[1] – Klavier – Streicher (1.1.1.1.1)
- Rosenblätter (2007). Liederzyklus für mittlere Stimme und Klavier. Texte: Rose Ausländer. UA 30. November 2009 Zürich (Tonhalle; Judith Schmid [Mezzosopran], Sarah Tysman [Klavier])
- Bergwärts (2010). 3 Aggregatzustände für Sopran, Flöte, Violine, Violoncello und Klavier. Texte: Felix Philipp Ingold. UA 27. Mai 2010, Kultur & Kongresshaus Aarau (Sylvia Nopper [Sopran], Ensemble Amaltea)
- Hamlet-Fragment (2013). für Vokalensemble. Texte: Friedrich Nietzsche. UA 18. Mai 2013, Schlossmediale Werdenberg (Neue Vocalsolisten Stuttgart)
- An durchsichtigen Fäden (2013). für Mezzosopran und Violoncello. Texte: Kurt Aebli. UA 9. Juni 2013, Tonhalle Zürich (Andrea Del Favero [Mezzosopran], Thomas Grossenbacher [Violoncello])
- As dark as night (2016). für eine Alt-Stimme und Orchester auf ein Sonett von Shakespeare. UA 19. Oktober 2016, Biel (Solistin: Evelyn Krahe, Sinfonieorchester Biel Solothurn, Dirigent: Andris Poga)

Besetzung: Alt-Stimme solo – 2(2.=Picc).2(2.=Egl).2(2.=Bkl).2(2.=Kfag) – 2.2.0.0 – Harfe – Schlagzeug[2] – Streicher
- Annas Maske (2015/16) – siehe unter Musiktheater
- E las culurs dals tuns (2017). Liederzyklus für Bariton und Klavier. Texte: Bibi Vaplan. UA 5. August 2017, Sommerliche Musiktage Hitzacker (Peter Schöne [Bariton], Axel Bauni [Klavier])
- An durchsichtigen Fäden (2018). für Mezzosopran und Streichquartett. Texte: Kurt Aebli. UA 19. April 2018, Kolosseum Lübeck (Maria Riccarda Wesseling, Mezzosopran / Amaryllis Quartett)
- Die Schneekönigin (2018) – siehe unter Musiktheater
- Rückert-Lieder Gustav Mahler/arr. David Philip Hefti – siehe unter Transkriptionen
- Rhapsody (2022). für Bariton und Orchester auf einen Text von Salman Rushdie. UA 21. September 2022, Heilbronn (Solist: Benjamin Appl, Württembergisches Kammerorchester Heilbronn, Dirigent: Case Scaglione)

Besetzung: Bariton solo – 2(2.=Picc).2(2.=Egl).2(2.=Bkl).2(2.=Kfag) – 2.2.0.0 – Schlagzeug[2] – Streicher

### Musiktheater
- Annas Maske (2015/16). Oper in zehn Szenen mit einem Prolog und einem Epilog. Libretto: Alain Claude Sulzer. UA 6. Mai 2017, Theater St. Gallen (Dirigent: Otto Tausk, Regie/Ausstattung: Mirella Weingarten)

Orchesterbesetzung: 2(2.=Picc).2(2.=Egl).2(2.=Bkl).2(2.=Kfag) – 4.2.3.1 – Celesta/Cembalo[1] – Schlagzeug[3] – Streicher
Chor: S – A – T – B
Soli: Anna Sutter (Mez.) – Aloys Obrist (Ten.) – Pauline (Sop.) – Swoboda (Ten.) – Baron Putlitz (Bar.) – Inspektor Heid (Ten.) – Weitbrecht (Bass) – Gustav (Knaben-Sop.)
- Die Schneekönigin (2018). Eine musikalische Erzählung für Sopran, 2 Sprecher und Orchester. Libretto: Andreas Schäfer, nach Motiven von Hans Christian Andersen. UA 11. November 2018, Tonhalle Maag Zürich (Tonhalle-Orchester Zürich, Dirigent: David Philip Hefti, Regie: Eva Buchmann, Ausstattung: Ruth Schölzel)

Orchesterbesetzung: 2(2.=Picc).2(2.=Egl).2(2.=Bkl).2(2.=Kfag) – 2.2.2.1 – Celesta/Cembalo[1] – Schlagzeug[1] – Streicher
Raum-Musik "links": Hrn [1] – Schlagzeug [1] – Vcl [1] / Raum-Musik "rechts": Hrn [1] – Schlagzeug [1] – Vl [1] / Raum-Musik "hinten": KbKl [1] – Harfe – Vla [1]
Soli: Die Schneekönigin (auch die Alte, der junge Mann, das Räuberweib) (Sop.) – Erzählerin/Gerda (Sprecherin) – Kay/eine Krähe (Sprecher)

### Transkriptionen
- Drei langsame Sätze und dreistimmige Fugen KV 404a (2001). von W. A. Mozart. für Klarinette, Bassetthorn und Bassklarinette
- Musikalisches Opfer BWV 1079 (2000). von J. S. Bach. für Klarinette, Bassetthorn und Bassklarinette
- Ricercare a6 (1999). von J. S. Bach. für 6 beliebige Instrumente
- Rückert-Lieder (2020). von Gustav Mahler. für hohe Stimme und Streichquartett. UA 23. Oktober 2021, Pfalzkeller St. Gallen (Juliane Banse, Sopran / Amaryllis Quartett)

## Diskographie
- Cantabile. Jürg Dähler (Viola), Musikkollegium Winterthur, David Philip Hefti (Dirigent) (Neos 12313-14)
- Die Schneekönigin. Mojca Erdmann (Sopran), Delia Mayer (Sprecherin), Max Simonischek (Sprecher), Tonhalle-Orchester Zürich, David Philip Hefti (Dirigent) (Neos 12028)
- An durchsichtigen Fäden – Concubia nocte – Danse interstellaire. Maria Riccarda Wesseling (Mezzosopran), Bernhard Röthlisberger (Bassettklarinette), Amaryllis Quartett (Neos 12101)
- Shades of Love. Daniel Hope (Violine), Philipp Jundt (Flöte), Albrecht Mayer (Oboe), Richard Yongjae O’Neill (Viola), Sebastian Knauer (Klavier), James und Jeanne Galway (Flöten), Zürcher Kammerorchester, David Philip Hefti (Dirigent) (Deutsche Grammophon 028948604135)
- (T)raum-Ze(n)it – Canto – Counterpoints on „come, sweet death“. Bernhard Röthlisberger (Klarinette, Bassklarinette), Nils Kohler (Bassetthorn, Bassklarinette), Ernesto Molinari (Kontrabassklarinette) (Musiques Suisses NAXOS NXMS7002)
- Magma – Lichter Hall – Beethoven-Resonanzen – Hamlet-Fragment – Klangscherben – Interaktionen – Adagietto. Div. Künstler, Neue Vocalsolisten Stuttgart, Camerata Bern, David Philip Hefti, Dirigent (Musiques Suisses CTS-M 145)
- Éclairs – Moments lucides – Changements – Gegenklang – Klangbogen. Ensemble Modern, RSO Wien, DSO Berlin, DRP; David Philip Hefti, Dirigent (col legno WWWE 1CD 40407)
- Ph(r)asen – Guggisberg-Variationen – Mobile – con fuoco. Leipziger Streichquartett (MDG Gold 307 1773-2)
- Collegium Novum Zürich; Rudolf Kelterborn: Das Ohr des Innern. Dirigent: David Philip Hefti (Musiques Suisses CTS-M 135)
- Gegenklang – Bergwärts – Guggisberg-Variationen – Poème lunaire – Klangbogen. (NEOS 11120)
- ROTAS – Wunderhorn-Musik. (NEOS 11016)
- Schattenspie(ge)l – Ritus – Rosenblätter. (telos TLS 103)
- Ph(r)asen (telos TLS 104)
- TENET – Schattenklang – Mondschatten – O, star! II – Miroirs. (telos TLS 126)
- Diarium – O, star! – Melencolia I – SATOR. (telos TLS 125)
- O, star! (Musiques Suisses CTS-M-103)
- Rosenblätter. (SwissPan SP 51.728)
- Counterpoints on „come, sweet death“ – 5 Canons. (SwissPan SP 51.701)

## Belege
1. ↑  © Tabea Hüberli
2. ↑  David Philip Hefti an den ISCM WMD (Memento des Originals vom 30. Juni 2020 im Internet Archive)  Info: Der Archivlink wurde automatisch eingesetzt und noch nicht geprüft. Bitte prüfe Original- und Archivlink gemäß Anleitung und entferne dann diesen Hinweis., musikzeitung.ch
3. ↑  Schweizer Komponisten an den ISCM WMD, iscm-switzerland.ch

| Personendaten    | Personendaten                    |
| ---------------- | -------------------------------- |
| NAME             | Hefti, David Philip              |
| KURZBESCHREIBUNG | Schweizer Komponist und Dirigent |
| GEBURTSDATUM     | 13. April 1975                   |
| GEBURTSORT       | St. Gallen                       |